# Matt Mead
Matt Mead, właśc. Matthew Hansen Mead (ur. 11 marca 1962 w Jackson) – amerykański polityk i prawnik, członek Partii Republikańskiej. Od 3 stycznia 2011 do 7 stycznia 2019 sprawował urząd gubernatora stanu Wyoming. 

## Życiorys
Pochodzi z rodziny o ogromnych tradycjach politycznych. Jego dziadek od strony matki, Clifford Hansen, był w latach 60. gubernatorem Wyoming, a później członkiem Senatu USA. Z kolei jego ojciec Peter Mead bez powodzenia kandydował na gubernatora stanu w 1990 roku. Ukończył studia licencjackie na Trinity University, a następnie studia prawnicze na University of Wyoming. Zdecydował się na karierę prokuratora, początkowo w ramach systemu prawa stanowego Wyoming, gdzie pracował w prokuraturze dla hrabstwa Campbell. Następnie przeniósł się do prokuratury federalnej dla stanu Wyoming, z siedzibą w Cheyenne. Przeszedł tam przez kilka szczebli, aż do stanowiska szefa tej jednostki, na które został powołany w 2001 roku decyzją prezydenta George’a W. Busha.
Zrezygnował ze stanowiska prokuratorskiego w 2007 roku, aby ubiegać się o przejęcie mandatu w Senacie USA, który został zwolniony w wyniku śmierci senatora Craiga Thomasa. Ostatecznie z planów tych nic nie wyszło, bowiem Mead nie zdołał uzyskać wystarczającego poparcia we władzach stanowych Partii Republikańskiej. Nie mogąc już wrócić do poprzedniej pracy, zajął się biznesem w branży rolnej (będącej zresztą kluczową dziedziną gospodarki Wyoming). Trzy lata później Meadowi udało się wygrać prawybory i uzyskać nominację partii w wyborach gubernatorskich w Wyoming, przeprowadzonych w listopadzie 2010. Pokonał w nich Leslie Petersen, działaczkę samorządową i byłą sekretarz stanową Partii Demokratycznej. 3 stycznia 2011 został zaprzysiężony na trzydziestego drugiego w historii gubernatora Wyoming. 

### Życie prywatne
Mead jest od 1992 żonaty z Carol, z domu Mintzer. Mają syna i córkę. W wolnych chwilach oddaje się myślistwu i wędkarstwu. 